# Аннета Губер-Клавітер
Аннета Губер-Клавітер (нім. Annette Huber-Klawitter; нар. 23 травня 1967) — жінка-математик, німецького походження, з Університету Фрайбурга. Основну увагу приділяла алгебраїчній геометрії, особливо гіпотезі Блоха-Като. Свою кар'єру почала в університеті Гете у Франкфурті. Вона отримала ступінь доктора в університеті Мюнстера в 1994 році під керівництвом Крістофера Денінгера. 
У 1996 році Губер-Клавіттер отримала премію Європейського математичного товариства. Вона була запрошеним доповідачем на Міжнародному конгресі математиків у Пекіні 2002 року. У 2012 році стала членом Американського математичного товариства.

## Інтернет-ресурси
- Website at the University of Freiburg

 Вікісховище має мультимедійні дані за темою: Аннета Губер-Клавітер